# Paroisses de Saint-Vincent-et-les-Grenadines
Pour les articles homonymes, voir Paroisse.

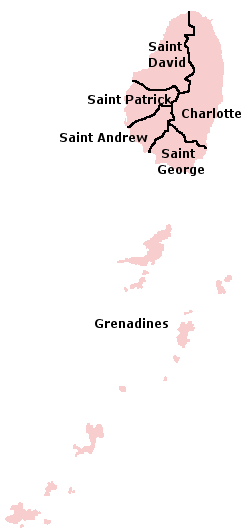
Cartes des paroisses de Saint-Vincent-et-les-Grenadines

La paroisse est la division administrative de 1er niveau de Saint-Vincent-et-les-Grenadines. Ces paroisses sont au nombre de six :
- 5 paroisses sur l’île de Saint-Vincent :
  - Charlotte (chef-lieu Georgetown),
  - Saint-George (chef-lieu Kingstown, également capitale de l'État),
  - Saint-Andrew (chef-lieu Layou),
  - Saint-Patrick (chef-lieu Barrouallie),
  - Saint-David (chef-lieu Chateaubelair) ;
- 1 paroisse composant la plus grande partie au Nord de l’archipel des Grenadines :
  - Grenadines (chef-lieu Port Elizabeth sur l'île de Bequia, la plus au Nord et la plus proche de Saint-Vincent).

Toutes ces paroisses ont une façade maritime, il n'y en a pas qui soit entièrement dans les terres.